# AyaBambi
AyaBambi（アヤバンビ）は、振り付け師、プロデューサー兼ダンサーのAya Sato（アヤ・サトウ）とダンサーのBambi Naka（バンビ・ナカ）の女性2人からなる日本のダンスユニット。現在活動を休止しており、事実上の解散状態となっている。

## 概要
高いダンススキルとエッジーなルックスからなるAya Sato独特の世界観は国内外の注目を浴びており、メイク、ファッション、ダンス共にAyasatostyleとして確立されている。その影響を受けたbambiと共に各国でワークショップを行っている。Ayabambiの振り付けは全てAya Satoが手がけ、プロデュースしたAyabambiはダンスシーンからだけでなくアート、音楽、ファッションシーンからも注目されており、個性的なルックスとファッションセンスを生かしてミュージック・ビデオ、テレビCM、広告、雑誌、ファッションショーなどに登場し、その活動範囲は多岐に渡る。
2014年に行われたダンスワークショップでの映像がVineやFacebookなどのSNSを通じて世界中で話題となり、それ以降、国内外からオファーが相次いで様々な作品に参加するようになる。国内ではこれまでに加藤ミリヤやBoA、椎名林檎の作品にミュージック・ビデオへの出演やツアーのバックダンサー・振り付けなどで参加。特に椎名林檎のバックダンサーとして2014年末の紅白歌合戦に出場したことで国内での知名度を一気に上げた。
海外ではイギリスのDJ ZincやSnakehipsのミュージック・ビデオに出演している。またマドンナについては、彼女の娘ローデス・レオンがYouTubeで2人を発見して母親に勧めたことがきっかけですぐに2015 Brit Awardsでバックダンサーを務めることになった。その際の振り付けはAya Satoが担当している。その後ワールドツアーではダンサーとしてだけではなくいくつかの曲で振り付けも担当して話題を呼んだ。アレキサンダー・ワンやワコール・ルミネの広告を始め、多くのファッション雑誌にモデルとして登場している。
2017年3月のINORI出演以降、2人揃っての活動は見られない中、Bambi Nakaの7月末より単独での事務所所属（TWIN PLANETS）が決定した。現在Bambi はダンサーを引退し、芸能活動に専念するという。

## 来歴
2014年
- 1月、加藤ミリヤの「神様」のミュージック・ビデオに同性カップルとして出演。
- 4月、Bambi がTwitterでAya Satoとの婚約を発表。
- 5月、イギリスのDJ Zincの「Show Me」のミュージック・ビデオに実体と鏡像の二人一役で出演。
- 6月、BoAの「MASAYUME CHASING」のミュージック・ビデオに6人のダンサーの内の2人として出演。
- 9月、BoAの日本ツアー「BoA LIVE TOUR 2014 〜WHO'S BACK?〜」で他の4人の女性ダンサーと共にバックダンサーを務める。
- 11月-12月、椎名林檎のアリーナ・ツアー「林檎博'14 －年女の逆襲－」のバックダンサーを務め、振り付けも行う。
- 12月11日より放送された椎名林檎がイメージキャラクターを務めるauオリジナルスマートフォン「isai VL」のテレビCMに椎名のバックダンサーとして登場し、振り付けも行う。
- 12月31日、第65回NHK紅白歌合戦に椎名林檎のバックダンサーとして出演、振り付けも行う。

2015年
- 1月、AyaSatoがWorld of Dance Awards 2015にノミネートされた。2014年において、独自のスタイルでダンスの芸術性とクリエイティビティを高め、ダンスエンターテイメントに多大な貢献と成功を収めたことを大きく評価され、この2015年アワード（Paul MItchell Style Award）にノミネートされた。
- 2月25日、イギリス最大の音楽祭典「Brit Awards 2015」にマドンナのバックダンサーとして出演。
- 春、リニューアルオープンするルミネの新しいショップ・プロモーションとして、2月20日から3月31日までの期間、ルミネとコラボした特設Webサイトに登場。
- 3月3日よりキリンビバレッジの炭酸飲料「キリン メッツ」のCMシリーズに出演。
- 3月、ロンドンを拠点とするトラックメイカー/プロデューサー・デュオ、Snakehipsの「Forever, Pt. II (feat. Kaleem Taylor)」のミュージック・ビデオにメインキャストとして出演。
- 4月22日よりモデルとして起用された大手下着メーカー「ワコール」のテレビCMとウェブムービーが公開される。2016年で創業70周年を迎えるワコールと扶桑社のモード系ファッション誌『Numéro TOKYO』とBSジャパンで放送中のファッション専門番組『ファッション通信』とのコラボレーションによる企画で、クリエイティブディレクションを「Numéro TOKYO」編集長の田中杏子が、制作を「ファッション通信」のスタッフが担当。
- 5月、東京国際フォーラムで開催されたストリートダンス公演「ASTERISK〜女神の光〜」に出演。
- 6月、マドンナの楽曲「ビッチ・アイム・マドンナ（Bitch I'm Madonna feat. Nicki Minaj）」のミュージック・ビデオに、ニッキー・ミナージュ、ビヨンセ、ケイティ・ペリー、カニエ・ウェスト、リタ・オラ、マイリー・サイラスなど世界トップクラスの海外アーティストたちとともに出演。
- 7月、以前から2人のファンであることを公言していたアレキサンダー・ワンの2015年秋のキャンペーンヴィジュアルに起用され、"ゴス"にインスパイアされたコレクションの世界観を表現。
- 夏、椎名林檎のバックダンサーとして「FUJI ROCK FESTIVAL '15」などに出演する予定だったが、マドンナのワールドツアーの準備のためキャンセルされた。
- 9月からマドンナのワールドツアー「Madonna Rebel Hear Tour」に参加、バックダンサーを務めるほか、数曲ではAya Sato自身が振り付けを担当した。このワールドツアーのための約4ヶ月間のリハーサルにも参加していた。
- 12月31日、第66回NHK紅白歌合戦に椎名林檎のバックダンサーとしてELEVENPLAYとともに出演。MIKIKOとAya satoが共同で振り付けを行った。

2016年
- 8月 、リオデジャネイロオリンピック閉会式に映像出演。
- 9月、 リオデジャネイロパラリンピック閉会式に出演。
- 10月、NHK総合 うたコンに石川さゆりのバックダンサーとして出演。
- 12月、フジテレビ FNS歌謡祭にMIYAVIのバックダンサーとして出演。
- 12月31日、第67回NHK紅白歌合戦に椎名林檎のバックダンサーに出演、Aya Satoが振り付けを行った。

2017年
- 3月、BambiがBambi Nakaと改名し八景島シーパラダイスCMにソロで出演。Aya SatoがSXSWに出演し、AyaBambiとしてソロでパフォーマンスを披露。
- 3月、『装苑』5月号にて吉田ユニとAyaBambiのふたりによるコラボフォトが掲載され、この撮影の様子は4月30日『情熱大陸』で放映された。
- 3月、人間の顔面をキャンバスにするフェイスプロジェクションマッピングによるAyaBambiの動画「INORI」がWOW・TOKYO・石川渡辺研究室の共同で作成され発表された。
- 4月、Aya Satoが レオナード・ウォンのミューズとしてファッションショーにソロで出演。
- 5月、Bambi Nakaが TOKYO DANCE THEATER  ゲストダンサーとしてソロで出演。
- 9月、Bambi Nakaが、りんごないと出演時にRADIO FISHメンバーの RIHITOと交際同棲していることを宣言する。

2018年
- 8月、Bambi nakaがダンサーとしての引退を宣言。芸能活動に専念すると発表した。

2019年
- 5月、椎名林檎の新曲PV「鶏と蛇と豚」より、活動休止中だったAya Satoの出演がクレジットされ、ダンサーとしての復活が確認された。

## メンバー
- Aya Sato

### 元メンバー
- Bambi Naka / 仲万美 (~2018.5)[26]

## 主な出演

### バックダンサー
- BoA（2014年）
- 椎名林檎（2014年 - 2015年）
- マドンナ（2015年 - 2016年）

### ミュージック・ビデオ
- 加藤ミリヤ「神様」（2014年）
- DJ Zinc「Show Me」（2014年）
- BoA「MASAYUME CHASING」（2014年）
- Snakehips「Forever, Pt. II (feat. Kaleem Taylor)」（2015年）
- マドンナ「Bitch I'm Madonna feat. Nicki Minaj」（2015年）
- 椎名林檎「鶏と蛇と豚」（Aya satoのみ出演）（2019年）
- 椎名林檎「公然の秘密」（Aya satoのみ出演）（2019年）

### CM
- auスマートフォン「isai VL」（2014年）
- キリンビバレッジ炭酸飲料「メッツ」（2015年）
- ワコール（2015年）